# Never Die Alone
Never Die Alone ist eine deutsche Metalcore- und Death-Metal-Band aus der thüringischen Kreisstadt Schleiz.

## Bandgeschichte
Die Band wurde im Jahr 2004 durch die drei jungen Musiker Andreas Klüger, Christian Bräutigam und Sebastian Förster gegründet, welche auch heute noch zur aktuellen Besetzung gehören. Kurze Zeit später wurde die Gruppe mit dem zweiten Gitarristen Johannes Hammerschmied und Bassist Christian Puhlfürst komplettiert. Inspiriert durch befreundete Bands aus der näheren Umgebung, wie z. B. Fall of Serenity und Narziss, wurde im April 2005 die erste Demoaufnahme im bekannten Tonstudio Rape Of Harmonies in Triptis aufgenommen. Bei den darauf gespielten Liedern wurden sämtliche Texte noch in deutscher Sprache gesungen. Die Backing Vocals wurden dabei teilweise vom ehemaligen Fall-of-Serenity-Sänger und heutigen Deadlock-Bassisten John Gahlert eingesungen. Die Demo wurde im Mai 2005 in Eigenregie veröffentlicht.
Nach vielen weiteren Auftritten, z. B. mit Deadsoil und Born from Pain, kam Never Die Alone in Kontakt mit der Band Raw Edge aus Eisenach, die noch einen Partner für eine Split-CD suchten. Vor der Aufnahme wurde Gitarrist Johannes Hammerschmied durch Norman Meier von der Band Bad Habit ersetzt. Die Split-CD wurde komplett in englischer Sprache eingesungen und erschien im Mai 2006 bei No Panic Records. Nach weiteren Konzerten mit u. a. Maroon oder Heaven Shall Burn folgte im Januar 2007 eine 9-tägige Tour durch Deutschland. Begleitet wurde Never Die Alone dabei von der befreundeten Band H.A.L. aus Österreich. Nach der Tour verließ Gitarrist Norman Meier die Band, ebenso wie Bassist Christian Puhlfürst. Letzterer wurde durch Carsten Huhn von den Hunted Bastards ersetzt. Norman Meier blieb unersetzt, sodass Never Die Alone nun offiziell nur noch zu viert spielte.
Im September 2007 suchte die Band erneut das Rape-Of-Harmonies-Studio auf. In dem zwischenzeitlich zweiten Studio in Schmölln wurde mit Havoc das erste komplette Album aufgenommen, abgemischt und gemastert. Es folgten weitere Konzerte, u. a. mit Agnostic Front, Hoods oder The Sorrow. Im August 2008 ereilte die Band mit dem vollständigen Abbrennen ihres Proberaums jedoch ein schwerer Schicksalsschlag. Never Die Alone verlor sein gesamtes Equipment und wurde so zum vorläufigen Stillstand gezwungen. Nur durch die Unterstützung zahlreicher anderer Bands und Konzertveranstalter konnte mit Sachspenden und Einnahmen aus diversen Benefizkonzerten eine neue Ausrüstung zusammengestellt werden. Nach Überwindung dieses Tiefpunktes wurde neben dem neuen Proberaum nun auch ein Label für die Veröffentlichung der Studioaufnahmen gefunden. Über Darkest Hour Music, ein Sub-Label von Maintain Records, sowie den Twilight Vertrieb wurde dann im November 2008 das Debütalbum Havoc endgültig veröffentlicht und weltweit erhältlich.

## Diskografie
- 2005: Demo 2005 (Eigenvertrieb)
- 2006: Never Die Alone vs. Raw Edge Split-CD (No Panic Records)
- 2008: Havoc CD (Darkest Hour Music, Twilight Vertrieb)